# Norrköpings Tändsticksfabrik
Norrköpings Tändsticksfabrik AB var en tändsticksfabrik på Saltängen i Norrköping. Företaget hade en tupp som varumärke.
Det första tändsticksföretaget i Norrköping drevs 1852-1855 av Johan Svante Svensson i fastigheten Hallen 3 vid Kungsgatan i Nordantill med 15 anställda.
År 1870 grundades Norrköpings Tändsticksfabrik AB av telegrafdirektören Erik Meuller, brukspatronen Henning Trozell och bankdirektören John Philipsson. Företaget tillverkade säkerhetständstickor med 160 anställda.
En ny fabriksbyggnad uppfördes i kvarteret Lillån vid Norra Strömsgatan på Saltängen. 
År 1888 lades fabriken ned. Därefter användes lokalen som kontor för Norrköpings gasverk och senare också som skeppshandel. Byggnaden revs för uppförande av bostäder i stadsdelen Inre hamnen.